# Eiras (Coimbra)
Eiras is een plaats (freguesia) in de Portugese gemeente Coimbra en telt 12 053 inwoners (2001).